# H2O: Just Add Water (filmzene)
A H2O: Just Add Water a H2O: Egy vízcsepp elég című sorozat második évadjának filmzenéje, tizenöt számból áll Kate Alexa előadásában.
Ez Kate Alexa második albuma és első filmzenei albuma. A lemezen a No Ordinary Girl, a sorozat főcímdala is szerepel, aminek korábban Ordinary Girl volt a címe és Ellie Enderson adta elő az első évadban. Két szám, a Somebody Out There és az I Let Go rajta voltak Alexa Broken & Beautiful című debütáló lemezén, a többi dalnak társszerzői Alexa, Anthony Egizii és David Musumeci a filmzenei albumon.

## Track lista[1]
1. "No Ordinary Girl" (Shelley Rosenberg) – 3:13
2. "Where We Belong" (Kate Alexa, Anthony Egizii, David Musumeci) – 3:33
3. "Tonight" (Alexa, Egizii, Musumeci) – 3:23
4. "Waiting Here" (Alexa, Egizii, Musumeci) – 3:30
5. "Somebody Out There" (Alexa, Jim Marr, Wendy Page) – 3:07
6. "You're Everything" (Alexa, Egizii, Musumeci) – 3:30
7. "I Let Go" (Alexa, Marr, Page) – 3:59
8. "Another Now" (Alexa, Egizii, Musumeci) – 3:30
9. "Help Me Find a Way" (Alexa, Egizii, Musumeci) – 4:18
10. "Nobody Knows" (Alexa, Egizii, Musumeci) – 3:31
11. "Won't Walk Away" (Alexa, Egizii, Musumeci) – 3:57
12. "We Are Together" (Alexa, Egizii, Musumeci) – 3:21
13. "Feel It Too" (Alexa, Egizii, Musumeci) – 3:01
14. "Way to the Top" (Alexa, Egizii, Musumeci) – 2:49
15. "Falling Out" (Alexa, Egizii, Musumeci) – 3:17